# Marek Zachar
Marek Zachar (* 11. června 1998, Liberec, Česko) je český hokejový útočník hrající českou Tipsport Extraligu za tým Bílí tygři Liberec.
Zachar je odchovancem Libereckých Bílých Tygrů, za které hrál postupně v mladším a starším dorostu a následně v juniorském a ve 3 utkáních i v dospělém extraligovém výběru v sezóně 2015/16. V této sezóně byl také na 4 utkání zapůjčen prvoligovému klubu Benátek nad Jizerou. V roce 2016 se jako kapitán účastnil šampionátu osmnáctiletých a před sezónou 2016/17 se stěhoval do kanadského juniorského klubu Sherbrooke Phoenix. V sezóně 2017/18 v juniorské lize QMJHL za Sherbrooke sbíral v průměru bod na zápas a byl vybrán do české juniorské reprezentace jako kapitán výběru na MSJ 2018 v Buffalu. Během sezóny 2020/21 změnil poprvé dres i v rámci českého území, když na půl roku hostoval v HC Mountfield Hradec Králové. V roce 2021 se rozhodl pro definitivní návrat do Čech a vstoupil opět do hokejového klubu Bílí tygři Liberec na pozici útočníka.

## Úspěchy

### Kolektivní úspěchy
- 2015 – Stříbrná medaile na Evropském olympijském festivalu mládeže.